# Citroën C4 WRC
El Citroën C4 WRC es un vehículo de rally basado en el Citroën C4 con homologación World Rally Car. Ha sido utilizado por el equipo oficial de Citroën, en el Campeonato Mundial de Rally durante los años 2007 y 2010. Debutó en el Rally de Montecarlo de 2007 y se introdujo como sustituto del Citroën Xsara WRC, logrando mejorar los números de su antecesor al vencer en 36 rallyes y lograr: cuatro títulos de Pilotos y tres de constructores.

## Historia

### Desarrollo

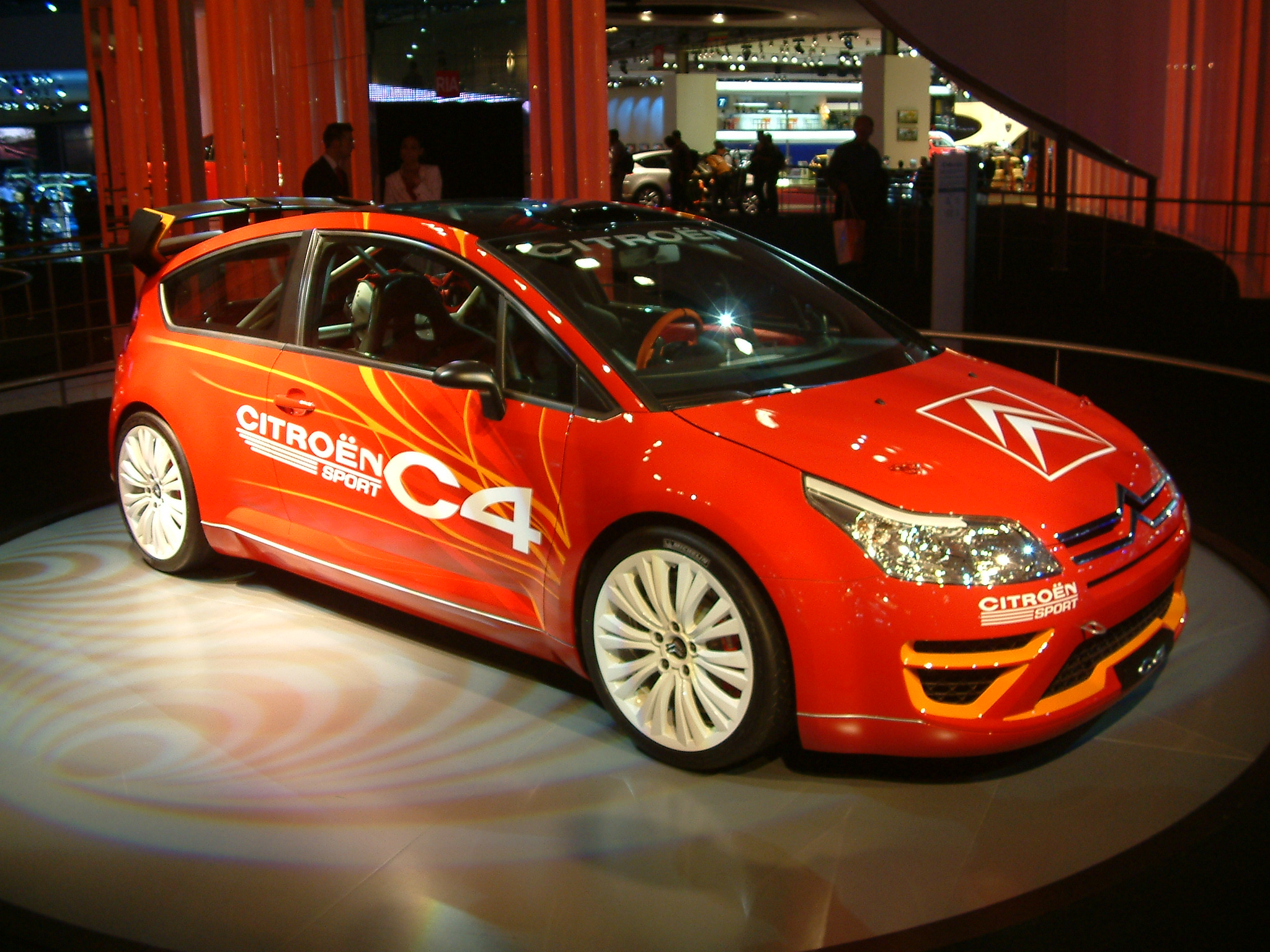
Presentación del C4 en la Paris Motor Show de 2006.

Citroën comenzó a desarrollar el Citroën C4 WRC a finales de 2004 pero el estreno se retrasó debido a que en la temporada 2006 la marca no había participado en el mundial, y sus pilotos habían competido como equipo privado bajo los colores del belga Kronos Racing, por lo que el desarrollo del coche estuvo parado un año y medio. Finalmente se reemprendió en noviembre de 2005 y finalmente debutó en enero de 2007.
Los objetivos de los ingenieros de la marca francesa fueron mejorar las prestaciones del Xsara WRC, por lo que se trabajó sobre la carrocería y la jaula de seguridad, dándole mayor rigidez lo que aportaba mayor estabilidad a altas velocidades. Una de las pocas desventajas que incluía el C4 respecto a su antecesor era el diseño de la parte delantera que mermaba la visibilidad de los tripulantes al situar además los baquets muy retrasados para rebajar el centro de gravedad.
El C4 contaba con un motor dos litros similar al del Xsara con cuatro cilindros en línea con doble árbol de levas, culata de cuatro válvulas por cilindro, turbocompresor Garret y un sistema de alimentación Magnetti-Marelli. Rendía 315 caballos y un par motor que superaba los 550 Nm y contaba con una caja de cambios secuencial de seis marchas desarrollada por X-Trac. Algunos elementos fueron heredados del Xsara como los diferenciales activos, en este caso mecánicos, ya que los diferenciales electrónicos habían sido prohibidos en 2006. La suspensión McPherson se mantuvo en ambos ejes con amortiguadores Exe-TC y los frenos Alcon de discos ventilados con 376 mm de ancho máximo para las pruebas de asfalto, iguales que los del Xsara.
El C4 tenía unas dimensiones mayores con respecto al Xsara: 11 centímetros más largo, lo que pudo ampliar su anchura, proporcional a la longitud, hasta 1,8 m. Eso permitió ampliar las vías lo que mejoraba considerablemente el comportamiento del coche.
Los primeros test los realizaron el francés Philippe Bugalski y el finlandés Juuso Pykälistö, que destacaron la gran estabilidad pero se quejaron de la mala visibilidad debido a la separación de piloto con respecto del parabrisas.

## Competición

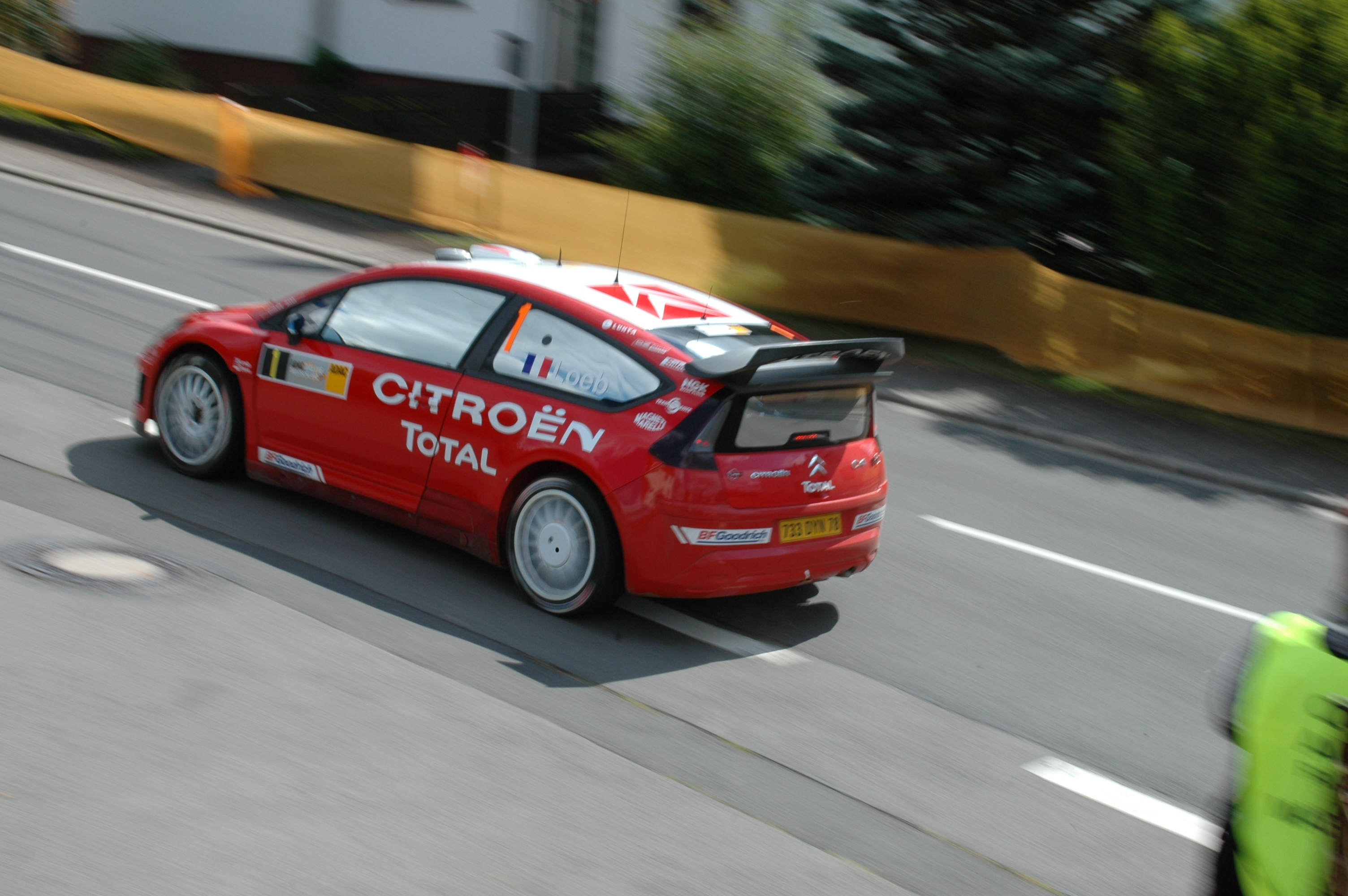
Loeb con el C4 en el Rally de Alemania de 2007.

### Temporada 2007
El C4 se mostró tan competitivo o más que su antecesor desde la primera carrera. Debutó en Montecarlo en la temporada 2007 donde sus pilotos, Loeb y Sordo lograron un doblete. Ese año el francés ganaría además en México, Portugal, Argentina, Alemania, España, Francia e Irlanda y logró su cuarto título consecutivo, el primero de los cuatro que conseguiría con el C4. Ese año sin embargo el campeonato de marcas se escapó debido a las buenas actuaciones del equipo Ford, que logró varias victorias de la mano de Grönholm, que peleó contra Loeb por el título hasta el final y a los abandonos de Sordo en Finlandia y Alemania.

### Temporada 2008
En 2008 Citroën repitió pilotos y revalidaron el título de pilotos y lograron el de marcas. Sebastien Loeb logró ese año once victorias de quince pruebas que componían el calendario, batiendo el récord de victorias en una misma temporada, que el mismo poseía, con diez que había logrado en 2005. Tan solo en Suecia, donde no terminó y en Jordania no sumó puntos, mientras que en Turquía y Japón finalizó en tercera posición. Por su parte, Sordo logró seis podios y finalizó tercero en el mundial.
Ese año año aparecieron los primeros C4 privados, como el de Urmo Aava, Conrad Rautenbach o el francés Sebastien Ogier.

### Temporada 2009

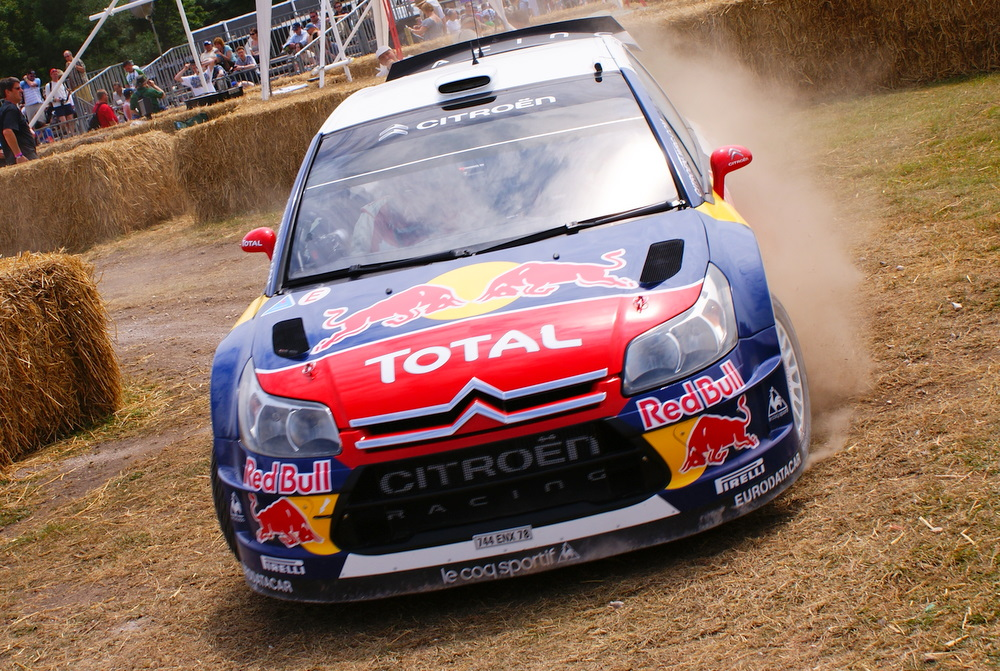
Loeb en 2009.

En 2009 Citroën volvió lograr buenos resultados, se llevó los dos títulos, y consiguió siete victorias en la temporada, de nuevo gracias a Sebastien Loeb. Ese año la marca francesa contaba con el segundo equipo, Citroën Junior Team, donde varios pilotos compitieron con un C4 WRC. Evgeny Novikov, Chris Atkinson, Petter Solberg, Aaron Burkart, Conrad Rautenbach y Sebastien Ogier, corrieron en el equipo, pero solo los dos últimos realizaron el calendario completo, destacando el segundo puesto de Ogier en el Rally de Grecia.

### Temporada 2010
En 2010 el C4 WRC fue de nuevo usado por los dos equipos de Citroën. Por cuarto año consecutivo la marca logró el campeonato de pilotos y el de marcas, y sumó diez victorias más para el palmarés de su coche. En esta ocasión Loeb venció en ocho ocasiones y su nuevo compañero de equipo Ogier, lo hizo en Portugal y Japón, las que fueron las primeras victorias para el francés en el mundial. 2010 fue el último año para el C4, que sería sustituido en 2011 por el Citroën DS3 WRC.

## Información técnica

### Motor
- Motor: 1998 cc con turbo.
- Cilindros: 4 en línea.
- Válvulas: 16
- Bore x stroke: 85.0 x 88.0 mm
- Potencia: 315 cv
- Par motor: 568 Nm

### Dimensiones
- Largo: 4274 mm
- Ancho: 1880 mm
- Altura: 1390 mm
- Distancia entre ejes: 2608 mm
- Ancho de vía: 1598 mm
- Peso: 1.230 kg

### Transmisión
- Tracción cuatro ruedas
- Caja de cambios transversal
- Marchas: 6 en secuencial
- Placas de embrague: 3

## Resultados

### Campeonato del Mundo

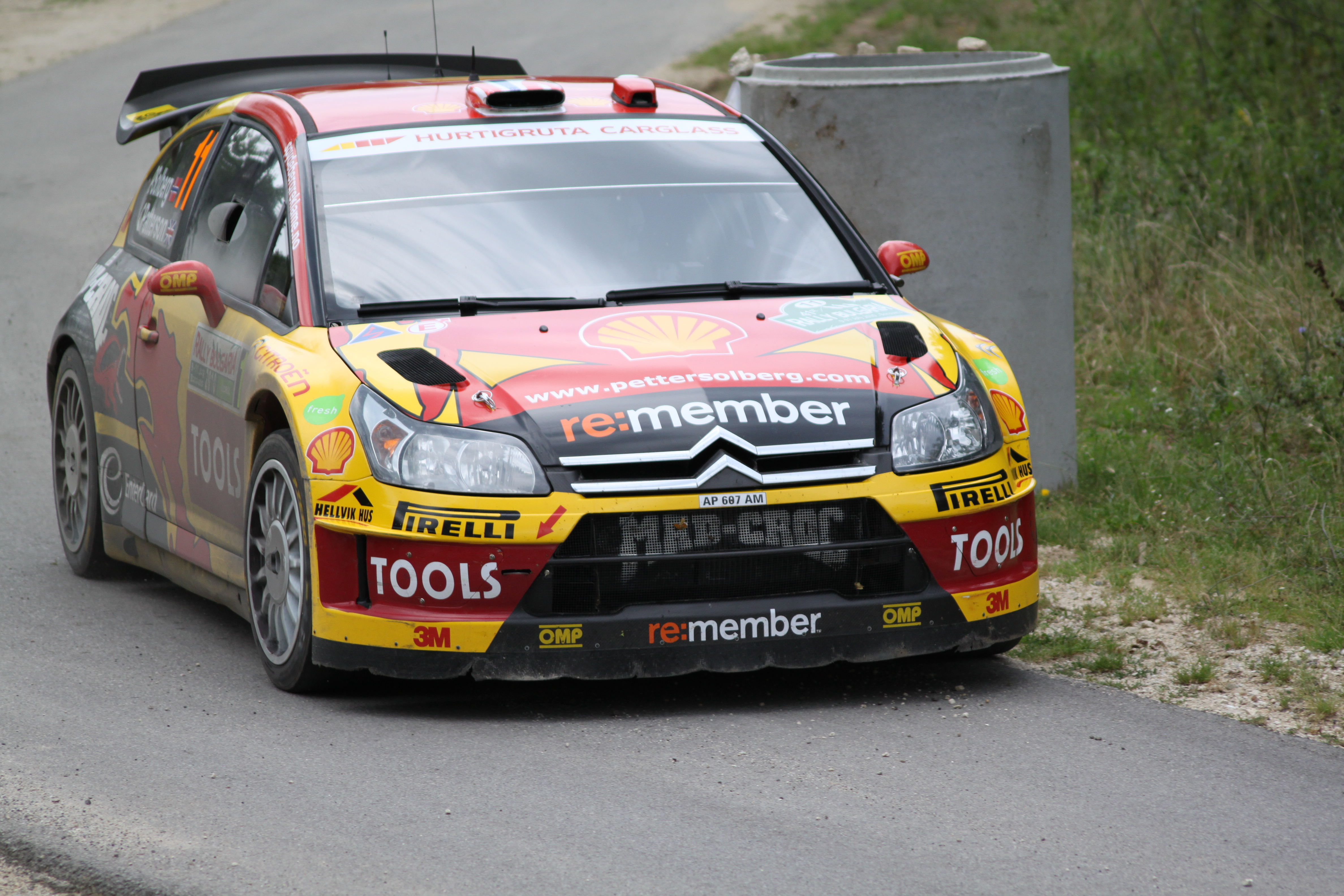
Petter Solberg en 2010.

- Resultados en equipos oficiales.

| Temporada | Piloto          | Rallyes | Victorias | Posición final | Campeo. Construc. |
| --------- | --------------- | ------- | --------- | -------------- | ----------------- |
| 2010      | Sébastien Loeb  | 13      | 8         | 1º             | 1º                |
| 2010      | Dani Sordo      | 10      | 0         | 5º             | 1º                |
| 2010      | Sébastien Ogier | 3       | 1         | 4º             | 1º                |
| 2009      | Sébastien Loeb  | 12      | 7         | 1º             | 1º                |
| 2009      | Dani Sordo      | 12      | 0         | 3º             | 1º                |
| 2008      | Sébastien Loeb  | 15      | 11        | 1º             | 1º                |
| 2008      | Dani Sordo      | 15      | 0         | 3º             | 1º                |
| 2007      | Sébastien Loeb  | 16      | 8         | 1º             | 2º                |
| 2007      | Dani Sordo      | 16      | 0         | 4º             | 2º                |